# Anatane et les enfants d'Okura
Anatane et les enfants d'Okura est une série d'animation franco-québécoise composée de 26 épisodes de 22 minutes créée par Mark Maggiori, produite par Les Films de la Perrine et Tooncan, et diffusée d'abord au Québec du 8 septembre au 2 décembre 2018 sur Unis, puis en France du 29 juin au 24 août 2019 sur France 4.
La série débute en 2213 à Paris, sous une dictature librement inspiré de 1984 de George Orwell.

## Synopsis
Dans un futur post-apocalyptique, Paris est soumis à la dictature de Clunk, le chef suprême de la TRACS. En 2213, Anatane Goliatkine, un jeune garçon de 15 ans, doit comme tous les autres adolescents de son âge devenir un Buzi (des hommes devenus des zombies manipulés et obnubilés par le travail, dirigé par la TRACS), afin de travailler plus tard pour le mystérieux Grand Projet. Au cours d'une bataille de boule de neige avec ses amis d'enfance, Anatane se découvre un talent qui n'est pas anodin : il a le pouvoir de devenir invisible, car c'est un mutant.
Encouragé par sa grand-mère, il est dénoncé par son père,  (le père étant un Buzi, donc pas responsable mais manipulé), il devient un fugitif pourchassé par la dictature à la suite de la découverte de son pouvoir par les autorités. Cette découverte va néanmoins susciter l'espoir au sein de l'humanité, croyant à la fin de la dictature de Clunk et la libération des Buzis de leur sinistre état. Surnommé « l'Enfant de l'avenir », Anatane quitte Paris en direction d'Okura, la cité où se rend tout garçon de 15 ans, qui à son retour devient, soit un Buzis, soit un soldat de la TRACS, soit un des ZÉROS : sorte de zombie dont la mémoire a été effacée, au point de ne plus se rappeler sa vie d'avant. Ces trois destinées, imposées aux humains mâles, ne s'appliquent pas aux femmes. C'est un nouveau genre de Discrimination sexuel.
Accompagné de ses amis Nikita et Nevenaa, et de sa jeune sœur Ariane, les jeunes protagonistes sont bien décidés à mettre fin à la dictature de Clunk et à la TRACS, de libérer les jeunes enfants d'Okura de l'épidémie qui les manipule, tout en levant progressivement le voile sur le mystère lié à la famille Goliatkine - qui semble avoir un lien direct avec la présence de Clunk - de plus la cité d'Okura est protégée par un bouclier invisible, car toute tentative d'évasion est impossible, toute tentative d'intrusion et infiltration sont impossibles et surtout aucune tentative de débarquement, d'attentat ou de bombardement ne sont possibles à l'intérieur de la cité d'Okura, au contraire des guerres anciens et de la 2e guerre mondiale.

## Controverse et origine du projet

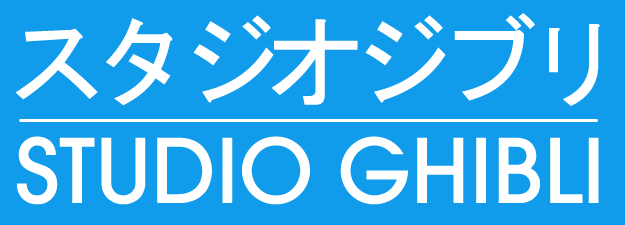
Logo du Studio Ghibli

En 2005, Mark Maggiori, initiateur du projet, signe avec France 2 et La Perrine un projet de série d’animation nommé Anatane : Les Enfants d’Okura, ouvertement inspiré de l’animation japonaise.
Ses travaux graphiques pour cette œuvre ont fait l'objet d'un scandale dans le monde de l'animation, lorsqu'un site spécialisé, Catsuka, publie un dossier l'accusant de plagiat, notamment de décors des films de Studio Ghibli. C'est lorsque le scandale surgit que Catsuka dévoile entre autres que son film de fin d'études, certaines pochettes d'album ainsi que son court-métrage "Pop" réalisé pour Pascal Obispo étaient déjà une compilation de divers manga. 
À la suite de cette affaire de plagiat iconographique, le mot maggiorisme est parfois employé par les fans d'animé/manga comme synonyme de plagiat sur les forums Internet.
Une autre controverse a émergé lors de la diffusion française de la série. En effet, le studio d'animation nord-coréen SEK a été crédité pour avoir réalisé une partie de l'animation du premier épisode. Cette controverse fait suite à la publication d'une vidéo sur le studio nord-coréen par le vidéaste français ArkeoToys, le 22 août 2019. Lors de sa diffusion sur la plateforme france.tv, le crédit fut supprimé.[réf. nécessaire]

## Fiche technique
- Réalisation : Marc Boréal
- Scénaristes : Éric Rondeau et Franck Salomé
- Auteurs bible : Mark Maggiori et Éric Rondeau
- Production : Florence Marchal et Dominique Boischot

## Production
Pascal Obispo est l'interprète de la musique du générique.

## Distribution

### Voix originales françaises
- Élizabeth Chouvalidzé : Yulia
- Daniel Picard : Denko
- Hugolin Chevrette-Landesque : Nikita
- Xavier Dolan : Anatane
- Jean-Luc Montminy : Junroh
- Sarah-Jeanne Labrosse : Nevenaa
- Mélanie Laberge : Sephora
- Léa Coupal-Soutière : Ariane

### Version québécoise
- Directeur de plateau : François Sasseville
- Adaptateur : Nino Verrecchia
- Studio : La Belle Équipe

 Source et légende : version québécoise (VQ) sur Doublage.qc.ca

## Personnages

### Personnages principaux
- Anatane Goliatkine : c'est un garçon mutant qui possède le pouvoir de devenir invisible. Grâce à l'aide de sa sœur dans la Bataille Finale, il désactive le signal d'Okura depuis la Tour de Clunk dans l'épisode 26, stoppant toutes les Grandes Chaudières partout dans le monde, permettant la Victoire de la Résistance contre la TRACS et la libération des maris, frères et fils de plus de 15 ans de l'emprise du signal d'Okura.
- Nikita Trevor : il est le meilleur ami d'Anatane. Il a souvent faim et est un vrai cœur d'artichaut, c'est un bon ami. Nikita se dispute avec Nevenaa. Il a une mèche devant son œil gauche. Il est le seul qui n'a aucun pouvoir.
- Nevenaa : amie d'Anatane et Nikita. Elle se dispute souvent avec Nikita et s'occupe d'Ariane. Elle est amoureuse d'Anatane. Elle possède une force surhumaine (sans doute une mutante).
- Ariane Goliatkine : sœur cadette d'Anatane. Elle est la narratrice et elle est une fille mutante qui a un pouvoir : grandir de quelques années. Son ours en peluche s'appelle Jérôme[réf. souhaitée].

### Personnages secondaires
- Louve : apparaît pour aider les héros dans leurs quêtes. Elle se révélera être la mère d'Anatane, Séphora, une mutante qui possède le pouvoir de se transformer en louve. Elle apprendra que son mari était redevenu lui-même lors de l'extinction de la Grande Chaudière d'Irkoutsk, et qu'il est mort en protégeant Anatane ce qui la rendra triste et heureuse. Elle survit à la Bataille Finale, et est réunie avec ses enfants et leur grand mère.
- Yulia : c'est la grand mère d'Anatane et d'Ariane. Elle semble avoir le pouvoir de lire partiellement l'avenir. Elle survit à la Bataille Finale, et est réunie avec ses petits enfants et leur mère.
- Koban : il est le père d'Anatane et Ariane, et le mari de Séphora. Devenu un Buzi après être allé à Okura, il dénoncera son fils quand celui-ci montrera qu'il a un don (épisode 1) car il est pas responsable mais manipulé sous hypnose. Dans l'épisode 16, il redevient lui-même après qu'Anatane et ses amis éteignent la Grande Chaudière d'Irkoutsk. Anatane se réconcilie avec son père, malheureusement ce dernier meurt d'un coup de blaster en voulant le protéger de Junroh. Anatane et Séphora seront tristes de sa mort mais fiers de lui.
- Meynard : ami de Nikita faisant partie de la même bande que Nikita, Anatane et Nevenaa. Mais il finira par devenir officier cadet de la Tracs. Dans l'épisode 26, il est assommé par Ariane, devenue adulte, avec Jérôme et ligoté avec Caleb, son officier instructeur. Après la victoire contre la tracs, il est probablement en prison à perpétuité pour complicité de crime contre l'humanité avec trahison.
- Li Mei : c'est la Cheffe de la Résistance Planétaire. Elle apparaît pour la première fois dans l'épisode 24 avec le Grand Conseil. Dans l'épisode 25, elle apprend que Zhiou est la traîtresse qui voulait saboter leur offensive. Elle survit à la Bataille Finale et célèbre avec le Grand Conseil la Victoire d'Anatane et de ses amis.
- Matah : c'est la Commandante en second de la Résistance. Elle apparaît pour la première fois dans l'épisode 24 avec le Grand Conseil. Elle a une balafre à l'œil droit, due à la mission qu'elle a accompli et qui a permis d'établir une maquette d'Okura pour permettre à Anatane d'y entrer et de vaincre Clunk. Dans l'épisode 25, elle apprend que Zhiou est la traîtresse qui voulait saboter leur offensive. Elle survit à la Bataille Finale et célèbre avec le Grand Conseil la Victoire d'Anatane et de ses amis. Sans oublier qu'elle a développée une affection pour Denko et elle sera déprimée par son décès.
- Le Grand Conseil : il apparaît pour la première fois dans l'épisode 24 avec Li Mei, Matah et Zhiou. Il est composé de Zornia, Guyia, Argoon, Badia, Lamina, Augusta et une septième membre  dont on ne connaît pas le prénom. Ce sont les sept femmes protagonistes qui ont aidé Anatane et ses amis dans leurs aventures. Elles survivent toutes à la Bataille Finale et célèbrent avec leurs proches la Victoire d'Anatane et de ses amis.
- Malchiki : lui et sa bande de jeune gens sont a Moscou, de plus il est un androïde. Il sera détruit à cause de la TRACS.

### Antagonistes
- Denko : il est l'antagoniste principal de l'épisode 1 à l'épisode 10. Il était commandant de la Tracs, mais après ses échecs répétés pour capturer Anatane et ses amis, le Maréchal Junroh le démet de son commandement et l'envoie dans une mine de déchets radioactifs. Cependant, dans les épisodes 11 et 12, il découvre qu'Anatane est dans le même train de prisonniers que lui (ce dernier cherchait alors à sauver sa mère et sa grand-mère). Il le capture pour récupérer son ancien poste. Mais lorsque le commandant responsable du train de prisonniers informe le Maréchal Junroh de la situation, ce dernier ordonne au commandant d'éliminer Denko. Pour échapper à la mort, Denko se jette dans le vide avec Anatane. Ensemble, ils détruisent les deux unités de la Tracs à leurs trousses. Trahi par le système qu'il a défendu avec acharnement, Denko s'allie à Anatane. Il est capturé à la fin de l'épisode 13, mais permet à Anatane de s'enfuir et d'échapper à la Tracs. Il réapparaît à partir de l'épisode 21, où il explique à Anatane qu'il a réussi à s'évader après sa capture et a rejoint La Résistance sous le nom de code « Cheval de Troie ». Anatane est heureux de le retrouver car maintenant, il considère Denko comme un allié et un ami. Dans l'épisode 25, aidé par Ariane il cherche le traître au sein de la Résistance. Il lui tend un piège, puis découvre que c'est Zhiou et la neutralise alors qu'elle voulait le tuer ainsi qu'Ariane. Il part avec Ariane pour Okura afin de prévenir Anatane et Nevenaa que l'offensive débutant dans 10 heures a un décalage de 10 minutes. Dans l'épisode 26, il s'introduit dans Okura avec Ariane mais se fait repérer par Junroh. Il tente de le tuer mais Junroh le blesse mortellement d'un coup de blaster. Denko donne son chrono à Ariane et lui dit de rejoindre Anatane pour le prévenir. Refusant d'abord de le laisser, Denko finit par la convaincre. Avant de partir, Ariane dit à Denko : « J'ai toujours su que t'étais un vrai gentil ». Denko meurt malheureusement peu après de sa blessure. Matah, Ariane et Anatane seront attristés par sa mort. Une des actions de Ariane contre Junroh lui sera dédiée.
- Le Maréchal Junroh : il est le supérieur de Denko et devient l'antagoniste principal à partir de l'épisode 11. Il est l'antagoniste secondaire de la série. Dans l'épisode 16, il est capturé par Anatane et ses amis. Ces derniers l'obligent à retirer la puce qu'il avait placée en Nevenaa pour espionner les héros. Mais il s'échappe, et capture Anatane. Koban, le père d'Anatane s'interpose, mais meurt d'un coup de blaster tiré par Junroh. Alors que ce dernier emmène Anatane dans son vaisseau, les femmes rebelles l'abattent. Anatane réussit à survivre mais Junroh aussi, bien que gravement blessé. Clunk le retrouve et ordonne à ses deux TRACS de l'emmener pour qu'il soit soigné au plus vite, car il veut que Junroh lui donne des explications sur ce qu'il s'est passé (l'extinction de la Grande Chaudière d'Irkoutsk). Il réapparaît dans l'épisode 24, complètement rétabli et contre toute attente, sauve Nikita Trevor en ordonnant qu'il soit enfermé et tenu au secret au lieu de devenir un « Zéro » (des seconds types de masculins deviennent des zombies écervelés et effacés de la mémoire) : un « rebelle » dépourvu de souvenirs, de conscience et de volonté parce qu'il a refusé de se soumettre au « Grand Projet » de Clunk. Dans l'épisode 25, il dit à Nikita que lui aussi veut mettre un terme à la dictature de Clunk. Il aide Nikita en lui fournissant un passe ainsi qu'un uniforme d'officier supérieur pour circuler dans Okura, ce qui permet à Nikita de sauver Nevenaa qui était pourchassée par des hommes de la Tracs, et lui parle des détecteurs infrarouges de la Tour de Clunk qu'ils doivent désactiver pour qu'Anatane puisse y entrer sans être repéré. Dans l'épisode 26, Junroh montre son vrai visage : il repère Denko infiltré dans Okura, ce dernier tente de le tuer, mais Junroh le blesse mortellement d'un coup de blaster. Il enferme ensuite Nikita et Nevenaa après qu'ils ont désactivés les détecteurs infrarouges de la Tour de Clunk. Il tue Clunk d'un coup de blaster dans le dos, et a l'intention de faire porter la faute sur Anatane. Alors que ce dernier désactive le signal d'Okura, mais qu'il se rallume peu après, Junroh révèle qu'il avait tout prévu depuis le début : se débarrasser de Clunk, prendre sa place, faire échouer l'offensive de la Résistance et les capturer partout dans le monde. Il ajoute qu'il va tout garder à Okura et faire venir les femmes. Alors qu'il s'apprête à tuer Anatane, Ariane intervient et utilise Jérôme pour faire tomber Junroh dans le couloir ascensionnel de la Tour et tire dans le capteur électrique juste après avoir dit que c'était pour Denko, et Junroh meurt apparemment de sa chute. Pourtant, Junroh réussit encore une fois à survivre et embarque dans une capsule de secours. Junroh est vu une dernière fois dans le laboratoire secret de Clunk, au Sri Lanka, utilisant son régénérateur pour guérir de ses blessures.
- Clunk : il est le dictateur et chef suprême de la TRACS. Il est l'antagoniste principal de la série. Dans l'épisode 18, on découvre que Clunk a été créé par Dimitri Goliatkine, l'arrière grand-père d'Anatane, avec ses propres gènes pour éradiquer toutes les maladies. Mais les militaires ont voulu se servir de lui. Finalement, Clunk a pris le pouvoir, imposé sa dictature, puis est devenu le chef suprême de la TRACS. « Le destin » a alors créé le seul être capable de l'arrêter : Anatane. Car Clunk et Anatane sont comme des jumeaux. On apprend aussi que son régénérateur lui permet de vivre plus longtemps. Dans l'épisode 24, après l'arrestation de Nikita, il apprend qu'Anatane va venir à Okura pour le combattre. Dans l'épisode 26, il accueille Anatane au sommet de sa Tour. Alors qu'il parle à Anatane de son projet délirant, il est tué par le Maréchal Junroh d'un coup de blaster dans le dos.
- Zhiou : commandante en troisième de la Résistance qui apparaît pour la première fois dans l'épisode 24, avec Li Mei et Matah. Elle est en réalité une traitresse au service de Junroh et l'antagoniste tertiaire de la série. Elle tente de saboter l’offensive de la Résistance, mais sera démasquée et neutralisée par Denko dans l'épisode 25, alors qu'elle voulait le tuer ainsi qu'Ariane. Après la victoire contre la tracs, elle est probablement en prison à perpétuité pour complicité de crime contre l'humanité.
- Caleb : officier Instructeur à Okura. Dans l'épisode 26, il est vaincu et ligoté avec Meynard par Ariane devenu adulte. Après la victoire contre la tracs, il est probablement en prison à perpétuité pour complicité de crime contre l'humanité.
- Lieutenant Deker : il agit comme second du Maréchal Junroh. C'est lui qui a placé la puce sur Nevenaa pour que son supérieur puisse les suivre. Après la victoire contre la tracs, il est probablement en prison à perpétuité pour complicité de crime contre l'humanité.
- Les deux scientifiques de Clunk : ils programment, manipulent et zombifient avec des injections de virus sur les personnes de sexe masculin en « Buzi » pour le Grand Projet de leur maître. Dans l'épisode 26, ils sont battus par Nevenaa. Après la victoire contre la tracs, ils sont probablement en prison à perpétuité pour complicité de crime contre l'humanité.
- La vieille de la tribu : dans l'épisode 21, elle et un complice cherchent à détrôner Ariane par enlèvement. Mais ils échoueront dans leurs plans, ils seront mis hors d'état de nuire, Ariane sera sauvée et ils mourront à bord de leur avion. Ils ne semblent avoir aucun lien avec la TRACS.
- Les membres de l'équipage : dans l'épisode 9, ils découvrent les protagonistes principaux à bord de leur dirigeable et ils tentent de les jeter par-dessus bord. Leur dirigeable s'écrasera sur une montagne et ils mourront dans le crash. Ils ne semblent avoir aucun lien avec la TRACS.

### Bestiaire
- Buzi : les personnes de sexe masculin changées en zombie pour les travaux du Grand Projet de Clunk. En vérité, c'est depuis a la cité d'Okura que seuls les adolescents masculins qui sont enlevés et obligés de les laisser soumettre à la manipulation de l'hypnose, c'est-à-dire que le duo de scientifiques leur injecte une sorte de virus chacun et, une fois cela fait, l'ordinateur de la tour central d'Okura les contrôle. Ils peuvent répondre aux ordres de la tracs sous l'emprise de ceux-ci, même surtout ils peuvent se retourner contre leurs proches, par exemple le père d'Anatane dénonce son propre fils. Car il n'y a aucun antidote et vaccin contre cela, mais le seul remède est de détruire les alimentations qui manipulent les masculins, soit de désactiver la tour d'Okura (le casser ou le détruire ne sert à rien, car il est indestructible). Note : le mot « buzi » n'existe pas dans le dictionnaire, c'est-à-dire que la TRACS l'a inventé et c'est un nom de code qui désigne les zombies masculins qui sont sous l'emprise du projet de Clunk.

- Les Zéros : les seconds types de zombies masculins, des jeunes hommes qui soient ont ratés ses examens, soit refusés de devenir des Buzis. Les membres de la TRACS les cadenassent sur un fauteuil et ils utilisent un casque de lire les pensées et ils effacent leur mémoire en transmettant un second type de virus dans la tête et changent la personne en zombie écervelé sans souvenir, aucun antidote, remède et vaccin qui sont connus contre cela. Note : le mot « zéro » ne désigne pas un chiffre, ni un loser, car c'est un nom de code qui désigne les zombies masculins écervelés et amnésiques. Ce n'est pas un lavage de cerveau au contraire.

- Les Robots : les robots-soldats de base de la TRACS, ils recherchent les jeunes hommes ayant atteints les 15 ans et les enlever de force pour les envoyer à Okura. Contrairement aux nazis et aux militaires des temps anciens, ils ne contrôlent pas les papiers identités, car ils scannent les jeunes hommes. Il est possible de les détruire l'un après l'autre. Au dernier épisode, on voit des robots reprogrammés effectuant des taches d'utilité publique.

- Les Skinis : l'un des personnages, Malchiki, est qualifié de « Skini » et s'avère être tout ou partie robotisé mais avec une apparence humaine, car les Skinis sont des androïdes. Note : le mot Skini n'a jamais existé dans le dictionnaire, car on ne sait pas qui avait inventé ce mot et c'est un nom de code qui désigne les androïdes.

- Les résistants : soit des personnages féminins, soit des hommes qui ont réussi à échapper à la TRACS (qui les cherche a les transformer en Buzi) et à se cacher, comme les hommes de Lamina Reverso. Certain sont des prisonniers (de la mine de déchets radioactifs) qui sont chopés par Denko et ces derniers se trouvent dans le train prison et ils se vengent contre Denko.

- Les membres de la TRACS : pour éviter de devenir des Buzis ou des Zéros, les hommes contraints de se joindre à l'armée et de saluer avec les mots « Paix et prospérité » obligatoirement. Ceux qui échouent dans leur mission rejoignent la mine de déchets radioactifs et ils sont obligés de saluer avec les mots « Paix et productivité » obligatoirement. Car ils ne disent pas « Salut », soit « Salut à Clunk » façon « Ave César » et « Heil Hitler » et ils ne demandent aucune pièces identités, car ils scannent les gens, contrairement aux nazis et aux romains. De plus après la défaite, la chute, la capitulation et l'anéantissement de la tracs, ils sont tous condamnées à perpétuité pour Crime contre l'humanité avec acte inhumain par manipulation sur les innocents masculins et discrimination sexuel à leur manière. « Sauf Le Maréchal Junroh » qui s'est échappé.

- Les mutants : les membres de la famille Goliatkine sont les seuls mutants dans cette série sauf le père et sans oublier que Nevenaa possède une force surhumaine.

## Épisodes
1. Naissance d'un héros (Paris)
2. Le Début du voyage (Alsace)
3. Sabotage (Strasbourg)
4. Chute libre (Marseille)
5. Le Don d'Ariane (Capri)
6. Le Volcan maudit (Santorin)
7. La Corne d'or (Istanbul I)
8. Süleymaniye (Istanbul II)
9. Trahisons (Moscou I)
10. Elektrozavodskaya (Moscou II)
11. Le Mystère Nevenaa (Sibérie I)
12. Les Voies de la liberté (Sibérie II)
13. La Croisée des chemins (Sibérie III)
14. Naissance d'une légende (Irkoutsk I)
15. Mission commando (Irkoutsk II)
16. Le Sacrifice (Irkoutsk III)
17. Le Sanctuaire (Sri Lanka I)
18. Face à face (Sri Lanka II)
19. Retrouvailles (Océan Indien)
20. Séparation (Kaoh Kong)
21. Princesse Ariane (Sumatra)
22. Rendez-vous (Mer de Chine)
23. La Cité interdite (Okura I)
24. Le Grand Conseil (Shanghai)
25. Compte à rebours (Okura II)
26. Le Secret des Goliatkine (Okura III)

### Détails des épisodes
| No | Titre                              |
| --- | ---------------------------------- |
| 1 | Naissance d'un héros (Paris)       |
| En 2213, le jeune Anatane se découvre un don d'invisibilité et doit échapper aux forces du Régime, les escouades de la TRACS, après avoir été déclaré ennemi public. |                                    |
| 2 | Le début du voyage (Alsace)        |
| Les protagonistes se retrouvent dans un hôtel abandonné. |                                    |
| 3 | Sabotage (Strasbourg)              |
| Les héros cherchent un abri dans la ville. |                                    |
| 4 | Chute libre (Marseille)            |
| Les adolescents sont pris en chasse par Denko. |                                    |
| 5 | Le don d'Ariane (Capri)            |
| Les protagonistes sont enlevés par des inconnus dirigé par Lamina Reverso. |                                    |
| 6 | Le volcan maudit (Santorin)        |
| Les héros sont en panne d'essence et se retrouvent bloqués. |                                    |
| 7 | La corne d'or (Istanbul)           |
| Anatane et ses amis font la connaissance de la jeune Badia. |                                    |
| 8 | Süleymaniye (Istanbul)             |
| Denko et la Tracs ont capturé les amis d'Anatane. |                                    |
| 9 | Trahisons (Moscou)                 |
| L'équipage découvre les protagonistes et tente de s'en débarrasser en les envoyant par-dessus bord. |                                    |
| 10 | Elektrozavodskaya (Moscou)         |
| Les enfants découvrent que Malchiki est en réalité un androïde. |                                    |
| 11 | Le mystère Nevenaa (Sibérie)       |
| Les héros se retrouvent à bord d'un train en direction de Valdivostok. |                                    |
| 12 | Les voies de la liberté (Sibérie)  |
| La mère et la grand-mère d'Anatane sont déportées. |                                    |
| 13 | La croisée des chemins (Sibérie)   |
| Denko est trahi par ses supérieurs et décide de se joindre aux adolescents. |                                    |
| 14 | Naissance d'une légende (Irkoutsk) |
| Les protagonistes tentent de fuir la Tracs. |                                    |
| 15 | Mission commando (Irkoutsk)        |
| Anatane fait la connaissance du clan des amazones. |                                    |
| 16 | Le sacrifice (Irkoutsk)            |
| Les buzis ont retrouvé conscience pour porter assistance à Anatane. |                                    |
| 17 | Le sanctuaire (Sri Lanka)          |
| Alors que les adolescents se sont écrasés sur l'île du Sri Lanka, ils découvrent le laboratoire du grand père d'Anatane. |                                    |
| 18 | Face à face (Sri Lanka)            |
| Alors que Clunk arrive seul au sanctuaire, Anatane s'introduit dans le laboratoire et accède aux archives scientifiques de son grand père d'Anatane. |                                    |
| 19 | Retrouvailles (Océan Indien)       |
| Lamina Reverso et ses hommes réapparaissent et capturent les adolescents. |                                    |
| 20 | Séparation (Kaoh Kong)             |
| Anatane et Nikita sont capturés et emmenés de force par les robots de la Tracs. |                                    |
| 21 | Princesse Ariane (Sumatra)         |
| Ariane est élue en tant que princesse. |                                    |
| 22 | Rendez-vous (Mer de Chine)         |
| Les adolescents rattrapent le dirigeable qui embarque les jeunes masculins vers Okura. |                                    |
| 23 | La cité interdite (Okura)          |
| La Cité d'Okura est découverte et Nikita doit tenter de s'évader. |                                    |
| 24 | Le Grand Conseil (Shanghai)        |
| Les héros font la connaissance du Grand Conseil de la Rébellion. |                                    |
| 25 | Compte à rebours (Okura)           |
| Anatane et Nevenaa ont réussi à s'introduire dans la cité d'Okura. |                                    |
| 26 | Le secret des Goliatkines (Okura)  |
| C'est la confrontation finale, la Tracs est vaincue, les membres de la Tracs sont arrêtés et les victimes masculins seront devenus normaux et Anatane est réuni avec sa famille et ses amis alors que le maréchal Junroh s'est enfui. Note : La nouvelle saison n'est pas confirmée. |                                    |